# Zuko Mdunyelwa
Zuko Mdunyelwa (Ciudad del Cabo, 9 de julio de 1999) es un futbolista sudafricano que juega en la demarcación de defensa para el Mamelodi Sundowns FC de la Liga Premier de Sudáfrica.

## Selección nacional
Tras jugar con la selección de fútbol sub-20 de Sudáfrica y la sub-23, finalmente hizo su debut con la selección absoluta el 13 de julio de 2022 en un encuentro de la Copa COSAFA 2022 contra Mozambique que finalizó con un resultado de empate a cero que se resolvió desde la tanda de penaltis por 4-5 a favor de Mozambique.

## Clubes
| Club                          | País      | Año       | Partidos | Goles |
| ----------------------------- | --------- | --------- | -------- | ----- |
| Cape Town City FC             | Sudáfrica | 2019-2020 | 0        | 0     |
| Cape Umoya United FC (cedido) | Sudáfrica | 2020-2021 | 16       | 1     |
| Chippa United FC              | Sudáfrica | 2021-2024 | 58       | 0     |
| Mamelodi Sundowns FC          | Sudáfrica | 2024-     | 19       | 0     |